# Bracon bellicolor
Bracon bellicolor är en stekelart som beskrevs av Papp 1996. Bracon bellicolor ingår i släktet Bracon och familjen bracksteklar. Inga underarter finns listade.